# Prahova (folyó)
A Prahova egy havasalföldi folyó, amely a Déli-Kárpátokban, a Bucsecs-hegységben ered, és Adâncata község közelében ömlik a Ialomița folyóba. 183 km hosszú, ebből 6 km található Brassó megye, 161 km Prahova megye és 16 km Ilfov megye területén. Legnagyobb mellékfolyói: Doftana, Teleajen, Cricovul Sărat. Folyása útvonalába eső városok: Predeál, Azuga, Bușteni, Sinaia, Comarnic, Breaza, Câmpina.
A Prahova völgye turisztikai és közlekedési szempontból is igen jelentős; emellett a legrövidebb útvonal Bukarest és Erdély között, és itt halad az DN1-es főút.